# Тагуті Таїсі
Таїсі Тагуті (яп. 泰士 田口; нар. 16 березня 1991, Оїнаа, Японія) — японський футболіст, півзахисник національної збірної Японії та клубу «Нагоя Грампус».

## Клубна кар'єра
У дорослому футболі дебютував 2009 року виступами за команду клубу «Нагоя Грампус», кольори якої захищає й донині.

## Виступи за збірну
2014 року дебютував в офіційних матчах у складі національної збірної Японії.
| Дата       | Місто    | Господарі | Результат | Гості    | Турнір           | Голи | Примітки |
| ---------- | -------- | --------- | --------- | -------- | ---------------- | ---- | -------- |
| 10-10-2014 | Ніїґата  | Японія    | 1 – 0     | Ямайка   | товариський матч | -    |          |
| 14-10-2014 | Сінгапур | Японія    | 0 – 4     | Бразилія | товариський матч | -    |          |
| 14-11-2014 | Toyota   | Японія    | 6 – 0     | Гондурас | товариський матч | -    |          |
| Усього     |          | Матчів    | 3         |          | Голів            | 0    |          |